# HALCA
HALCA (англ. Highly Advanced Laboratory for Communications and Astronomy, високорозвинена лабораторія для комунікацій та астрономії), також відома за своєю проєктною назвою VSOP (англ. VLBI Space Observatory Programme, програма космічної обсерваторії VLBI), кодовою назвою MUSES-B (для другого з серії космічних апаратів серії Mu) або просто Haruka (яп. はるか) — колишній японський космічний радіотелескоп діаметром 8 метрів, який використовувався для радіоінтерферометрії з наддовгою базою. Це була перша спеціалізована радіоінтерферометрична космічна місія.
Космічний апарат вивели на орбіту в лютому 1997 року, і він працював до жовтня 2003 року, провівши ряд успішних спостережень радіогалактик, квазарів, пульсарів, гідроксильних мазерів. Наступником HALCA мала стати місія ASTRO-G, однак через складності в розробці вона була скасована.

## Історія
HALCA був запущений в лютому 1997 року з Космічного центру Кагосіма. Розгортання головного рефлектора почалося 27 лютого 1997 року. Воно тривало протягом трьох годин у перший день і було завершено за 20 хвилин протягом наступного дня. 28 лютого головне дзеркало було повністю розгорнуто і почалися повномасштабні спостереження.
Телескоп значно перевищив очікуваний 3-річний строк служби, пропрацювавши на орбіті 8 років і 9 місяців. У жовтні 2003 року радіотелескоп провів свої останні спостереження, після чого було втрачено контроль над його орієнтацією. Робота телескопа була офіційно завершена, коли 30 листопада 2005 року з Землі була передана команда скинути паливо й вимкнути двигуни.
В 2006 була запланована наступна радіоастрономічна місія ASTRO-G, яка мала бути запущена в 2012 році. Очікувалося, що він досягне в десять разів вищої роздільної здатності та в десять разів більшої чутливості, ніж HALCA. Однак зрештою проєкт ASTRO-G був скасований у 2011 році через збільшення витрат і труднощі досягнення наукових цілей.

## Дизайн
Основний корпус супутника мав прямокутну форму з розмірами 1,5 м х 1,5 м х 1,0 м, а у верхній частині встановлена велика розсувна антена. Його маса становила 830 кг. Супутник рухався сильно витягнутою еліптичною навколоземною орбітою з висотою апогею 21400 км і висотою перигею 560 км, з орбітальним періодом приблизно 6,3 години.
Оптична система була кассегренівського типу, з максимальним діаметром головного дзеркала 10 м (ефективний діаметр 8 м) і вторинним дзеркалом на відстані 3,4 м від головного дзеркала. Відбивна поверхня головного дзеркала була виготовлена з позолоченої молібденової сітки. Середньоквадратична точність поверхні дзеркала становила 0,5 мм.
Велика 8-метрова антена була розроблена для розгортання в космосі, оскільки розкладена конфігурація не поміщалася в обтічник ракети. Антеною була металева сітка з 6000 кабелів. Для створення ідеальної форми довжина кабелів регулювалася на задній стороні антени. Однією з проблем було те, що кабелі могли заплутатися.
Планувалось проводити спостереження в трьох частотних діапазонах: на 1,6 ГГц, 5 ГГц і 22 ГГц. Однак після розгортання антени в космосі було виявлено, що чутливість на 22 ГГц сильно погіршилася, ймовірно, через вібраційну деформацію антену під час запуску, що обмежило спостереження діапазонами 1,6 ГГц і 5,0 ГГц.
Швидкість обміну даними із Землею становила 128 Мбіт/с.

## Галерея

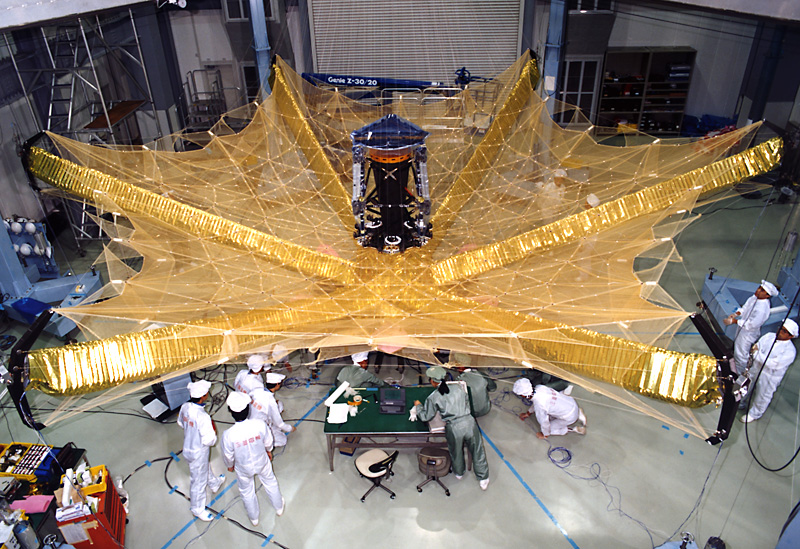
HALCA під час тестового розгортання дзеркала
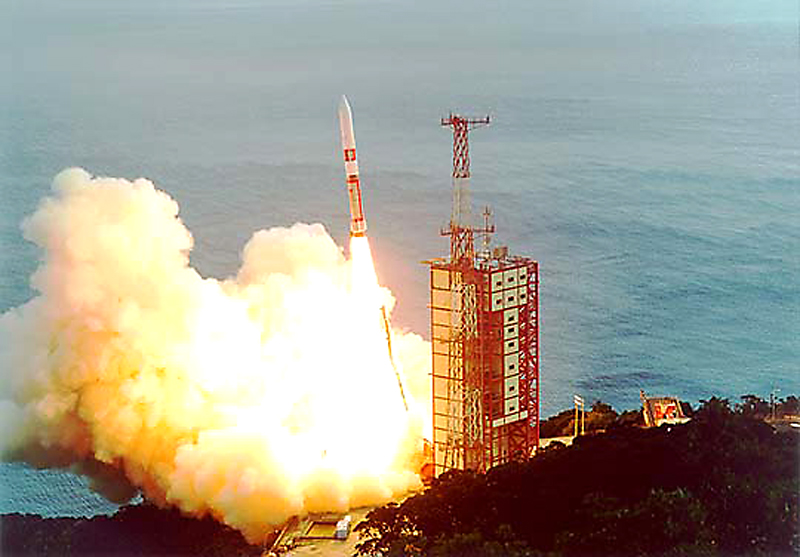
Запуск HALCA на борту ракети M-V
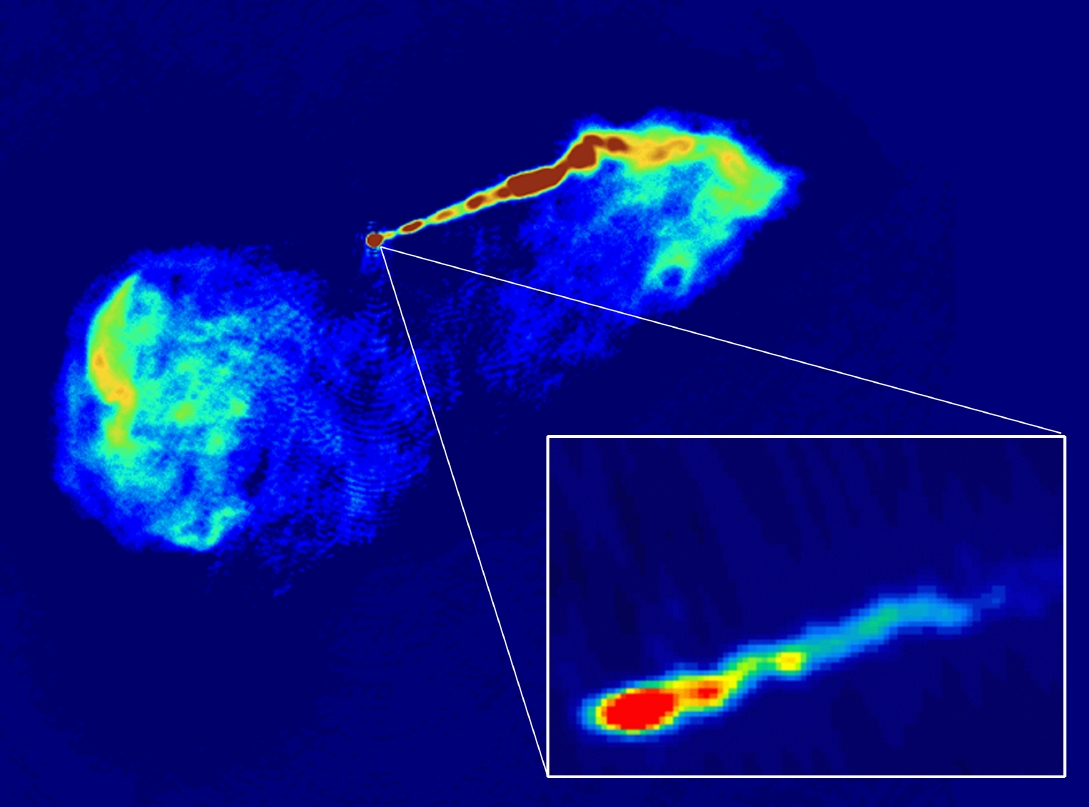
Велике зображення показує M87 за спостереженнями VLA, вставка показує спостереження VLBA і HALCA
Спостереження квазара VSOP J1927+7358 за допомогою HALCA в 1997-2001
Анімація HALCA навколо Землі HALCA Земля